# Giochi sforzeschi
I Giochi sforzeschi sono una convention ludica organizzata in collaborazione con il comune di Milano, iniziata nel 1999.
Altri enti pubblici patrocinano l'evento (provincia di Milano, regione Lombardia, Parlamento Europeo) ed enti privati sono contributori (Fondazione Cassa di risparmio delle province lombarde). Collaborano inoltre diverse associazioni ludiche non a scopo di lucro e alcuni editori di giochi che sfruttano l'evento per presentare al pubblico le novità della propria linea di prodotti.
I Giochi Sforzeschi inizialmente si sono tenuti ogni anno in dicembre, a cavallo del ponte di Sant'Ambrogio (7 dicembre). A parte la prima edizione, che si svolse nel Castello Sforzesco, la convention si svolge a Milano presso il palazzo delle Stelline in corso Magenta.
A partire dal 2007 cambiano formula e si tengono in forma più ridotta su più fine settimana presso la nuova struttura poliludica Università Europea degli Sport della Mente di Milano, conosciuta anche come la "Casa dei Giochi".
Durante lo svolgimento della convention si tengono tornei amatoriali (aperti a tutti) e non amatoriali (solo su iscrizione) di diversi giochi da tavolo, tra cui Go, scacchi, dama, burraco, bridge, Risiko, Puerto Rico, Carcassone, Ticket to ride, e giochi di ruolo, tra cui Dungeons & Dragons, Vampiri, Murder party e Maghi. Si tengono inoltre tornei di giochi di miniature, tra cui Warhammer, Blood bowl, Civil War, e giochi di carte collezionabili, tra cui Magic: l'Adunanza, Pokémon, Pirates, nonché giochi di carte non collezionabili, tra cui Bang!, Munchkin e Citadels. A partire dall'edizione del 2006, sono ospitati anche giochi di ruolo dal vivo.
Durante la manifestazione, volontari esperti insegnano a chiunque voglia imparare come giocare e i segreti dei giochi che conoscono meglio.
Partecipano anche diversi fandom di serie televisive, con convention specifiche come BuffyCon, dedicata alle serie Buffy l'ammazzavampiri, Angel e Firefly; StarConTrek, dedicata a tutte le serie di Star Trek e fantascienza in generale; Colonial Days, dedicata alla serie Battlestar Galactica.